# 3393 Štúr
3393 Štúr este un asteroid din centura principală, descoperit pe 28 noiembrie 1984, de Milan Antal.